# Sei Fuwa
Sei Fuwa (Tòquio, Japó) és ser un futbolista japonès.

## Selecció japonesa
Va formar part de l'equip olímpic japonès als Jocs Olímpics d'estiu de 1936.